# David Almond
David Almond, född 15 maj 1951 i Newcastle, är en brittisk barnboksförfattare.
Han föddes och växte upp i Felling och Newcastle och studerade vid University of East Anglia. Som ung fick han en del noveller publicerade i en lokaltidning. Han började med att skriva litteratur för vuxna innan han upptäckte att han trivdes bättre med att skriva för unga.
Hans första ungdomsroman, Han hette Skellig (1998, orig. Skellig), som utspelar sig i Newcastle, vann Whitbread Children's Novel of the Year Award och Carnegie Medal. Andra verk som översatts till svernska är Himla Ögon (2000, orig. Heaven Eyes), Secret Heart (2001), Karin, katten och månen (2004, orig. Kate, the Cat and the Moon), Svarta vingar (2008, orig. Jackdaw Summer), En sång till Ella (2014, orig A Song for Ella Grey) och Klaus Vogel och slynglarna (2014, orig. Klaus Vogel and the Bad Lads). Hans första pjäs, skriven för ungdomar, Wild Girl, Wild Boy, spelades 2001 och publicerades 2002.
Hans verk är filosofiska och tilltalar både barn och vuxna. Återkommande teman är bland annat den komplexa relationen mellan tydliga motsatser (som till exempel liv och död, verklighet och fantasi, det förgångna och nutid); olika sorters utbildning; att växa upp och hantera förändringar. Han är påverkad av den engelska romantikern William Blakes verk.
Almond bor med sin familj i Northumberland.
Skellig gick som sommarlovsföljetong på Sveriges Radio sommaren 2003.

## Priser och utmärkelser
- Carnegie Medal 1998 för Skellig